# The Coasters

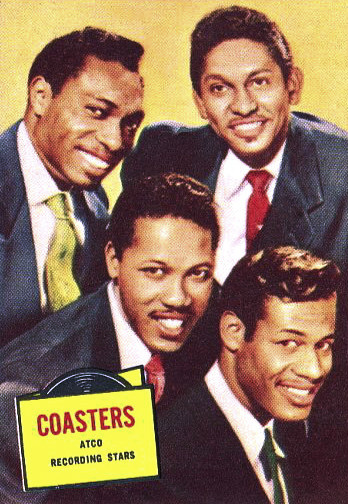
The Coasters em 1957

The Coasters é um grupo vocal de rhythm and blues e rock and roll de grande sucesso durante a década de 1950. Começando com as canções "Searchin" e "Young blood", suas canções mais memoráveis foram escritas por Jerry Leiber e Mike Stoller. Em 1960, foram indicados ao Grammy Award para melhor desempenho de R&B pela canção "Charlie Brown". Eles foram inclusos no Rock and Roll Hall of Fame em 1987.